# 1809
Cette page concerne l'année 1809  du calendrier grégorien. Pour l'année 1809 av. J.-C., voir 1809 av. J.-C.
L'année 1809 est une année commune qui commence un dimanche.

## Événements
- 5 janvier : traité des Dardanelles. Paix entre le Royaume-Uni et l’empire ottoman[1].
- 14 février : arrivée à Téhéran de l’ambassade de sir Harford Jones auprès du shah de Perse[2].
- 12 mars : traité préliminaire britannico-persan, préparé par John Malcolm mais signé par Harford Jones, qui contraint les Français à quitter la Perse et garantit l’intégrité de celle-ci face à la Russie[3].
- 25 avril (Inde) : traité d’amitié perpétuelle d’Amritsar entre le chef des Sikhs Ranjit Singh et les Britanniques. La frontière est fixée le long de la rivière Sutlej[4].
- 7 mai : le shah de Perse Fath 'Ali Chah envoie Haji Mirza Abul Hasan Khan en ambassade au Royaume-Uni ; il atteint Plymouth en novembre (fin le 18 novembre 1810)[5].
- 13 juillet : capitulation de Saint-Louis[6]. Les Britanniques chassent les Français du Sénégal (fin en 1817).
- 16 août et 21 septembre : tentatives de débarquements britanniques sur l’île Bonaparte, actuellement l’île de La Réunion (attaques de Sainte-Rose et de Saint-Paul)[7].
- 24 août, Inde : Ranjît Singh prend Kangra[8].

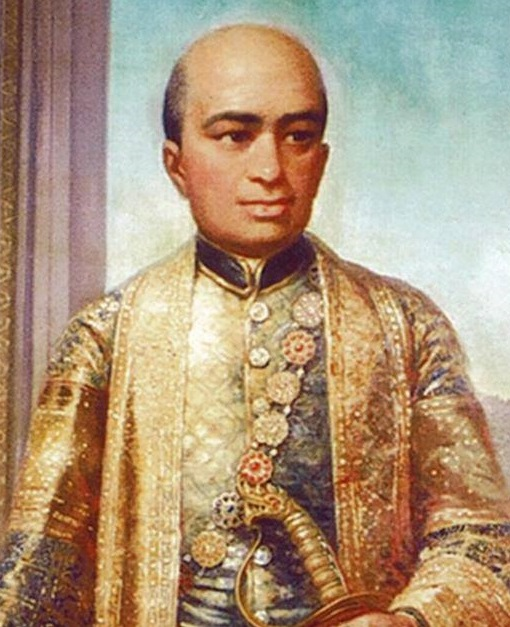
7 septembre : Rama II, roi du Siam.

- 7 septembre : début du règne de Rama II (Phra Buddha Loetla Nabhalaï), roi du Siam[9]. Il poursuit la politique expansionniste de son père, fondateur de la dynastie Chakri, pour progressivement dominer une partie du Cambodge, le Laos et la Malaisie. Fin de la politique d'isolement (fin le 21 juillet 1824).
- 14 septembre : une expédition envoyée par le gouverneur des Indes contre les pirates qawasim, alliés aux Wahhabites, quitte Bombay pour le golfe Persique ; elle attaque Ras el Khaïmah (11-13 novembre), Lingah (16 novembre), Luft sur l'île de Qeshm (26-27 novembre) et Shinas, au sud de Khor Fakkan le 2 janvier 1810, sans prendre ce fort car aucun navire qawasim n'y mouillait et que le sultan Saïd ben Sultan al-Busaïd ne tenait pas à l'annexer. En 1819, après l'échec de négociations, une autre expédition britannique détruit Ras el Khaïmah[10].
- 1er novembre, Colonie du Cap : promulgation du Code Caledon (Hottentot Code), ensemble de lois relatives au statut et aux droits des travailleurs « de couleur » et comportant certaines dispositions discriminatoires[11].

- Les Peuls d’Usman dan Fodio attaquent le royaume Mandara de Boukar D’jiama (r. 1773-1828) mais sont repoussés[12].
- En Afrique du Sud, Chaka est incorporé dans l’armée de Dingiswayo, chef des Mthethwa (1808-1818). Il se fait remarquer par sa bravoure et son expertise dans l’art militaire et on lui confie le commandement d’un régiment en 1810[13].
- Mohammed Bello, fils d’Usman dan Fodio, fonde Sokoto dont il veut faire la cité islamique idéale[14].
- En 1809 ou 1810, Schehaymah, un marchand mejabra de l’oasis de Jalo, en Cyrénaïque, découvre par hasard une voie d’accès au Ouadaï par le Sahara. Après des débuts prometteurs, les échanges sont interrompus entre 1820 et 1835 à cause de l’insécurité et de l’instabilité politique au Ouadaï[15].

### Amérique

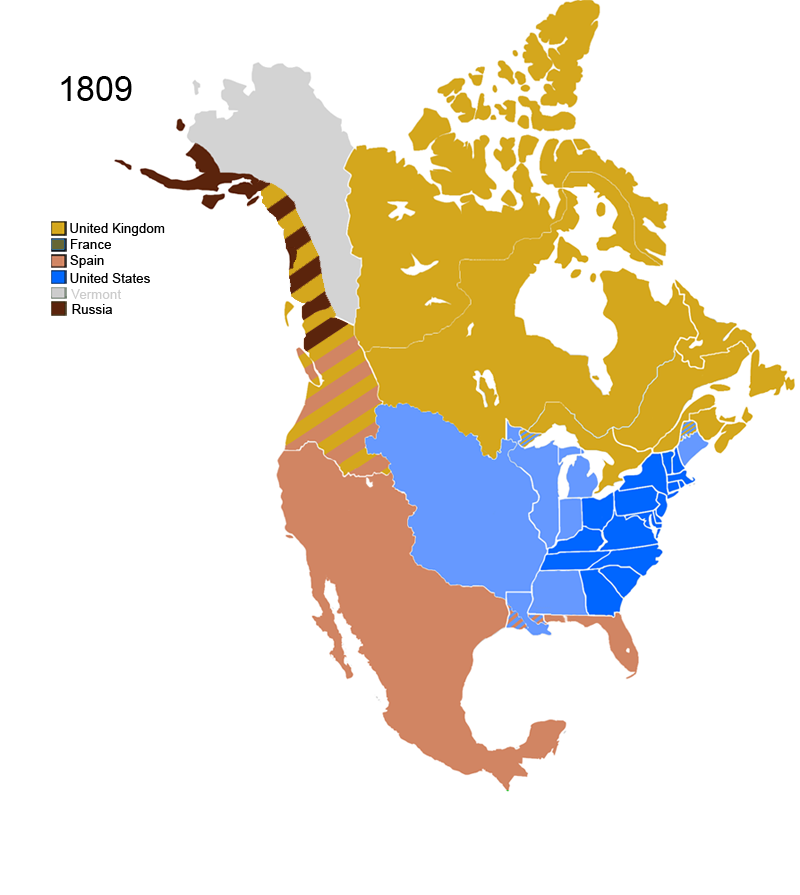
Contrôle des nations non-autochtones sur l'Amérique du Nord en 1809.

- 14 janvier : une flotte britanno-portugaise s'empare de la Guyane française. L’armée brésilienne occupe Cayenne jusqu’en novembre 1817[16].
- 3 février : création du territoire de l'Illinois[17].
- 23 février : capitulation du général Jean-Marie Villaret-Joyeuse assiégé à fort Desaix en Martinique[18].
- 24 février : capitulation de l'amiral Louis Thomas Villaret de Joyeuse. Les Britanniques occupent la Martinique (fin en 1816)[19].
- 4 mars : début de la présidence démocrate-républicaine de James Madison aux États-Unis (fin en 1817)[20]. Il abandonne l’Embargo Act qui asphyxiait l’économie américaine et dont on pouvait craindre qu’il ne pousse la Nouvelle-Angleterre à la sécession (Non-Intercourse Act du 1er mai)[21].
- 7 mars : fondation de la « Compagnie américaine des pelleteries de Saint-Louis »[22] (Compagnie des fourrures du Missouri en 1812). Début de l’époque des trappeurs dans l’Ouest américain.
- 21-22 mars : émeutes anti-françaises à Cuba[23].
- 9 juillet : la partie orientale de Haïti capitule à Saint-Domingue et redevient colonie espagnole. Les Français sont chassés de l'île[24].
- 16 juillet : soulèvement de La Paz contre la couronne espagnole mené par Pedro Domingo Murillo (réprimé le 25 octobre)[25].
- 10 août : insurrection de Quito. Proclamation d'indépendance de l'Équateur[26].
- 30 septembre : second traité de Fort Wayne. Les nations indiennes cèdent 11 700 km2 de terres de la vallée de la Wabash aux États-Unis ; le chef shawnee Tecumseh conteste la légalité du traité[27].

### Europe

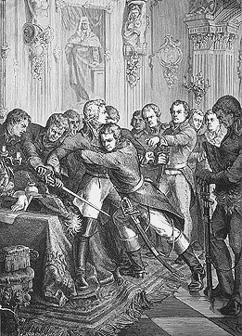
13 mars : déposition et arrestation du roi Gustave IV Adolphe de Suède. Gravure du XIXe siècle.

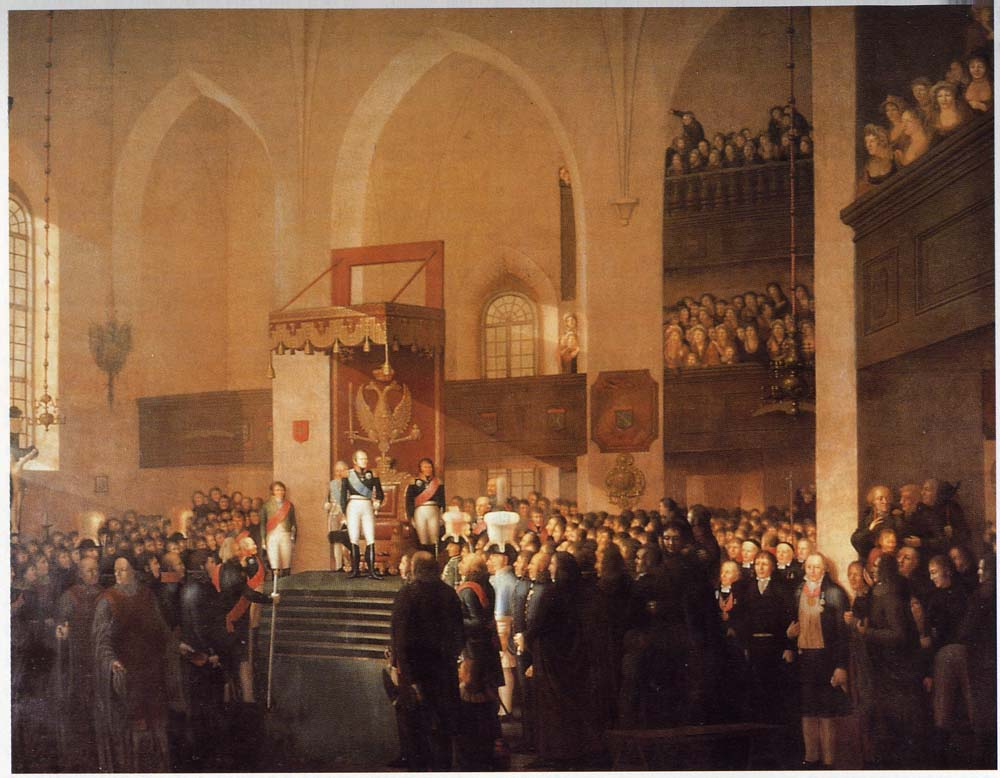
25 mars, Finlande : le tsar Alexandre 1er ouvre la Diète de Porvoo.

- Janvier : inondation de la Zélande et de la Betuwe[28]. Catastrophe naturelle, économique et sociale (pauvreté) aux Pays-Bas.
- 14 février : Balachov devient gouverneur militaire de Saint-Pétersbourg (1809-1810)[29].
- 24 février : combat des Sables-d'Olonne[30]. La division britannique doit se retirer.
- 13 mars : le roi de Suède Gustave IV Adolphe est contraint d’abdiquer (29 mars) par une révolte militaire. La noblesse instaure une Charte qui établit une monarchie constitutionnelle selon le principe de la séparation des pouvoirs. Le roi s’exile en Suisse et son oncle Charles XIII lui succède[31].
- 16 mars : reprise de la guerre entre la Russie et la Turquie[32]. Bagration est nommé général en chef des forces armées russes le 21 août après la mort du général Prozorovski[33].
- 29 mars : prestation de serment à la diète de Porvoo. La Finlande est érigé en grand-duché dont le tsar sera le grand-duc (régime de l’union personnelle)[34]. Elle crée ses propres forces armées. La langue officielle reste le suédois et le pays profite d'une grande autonomie.
- 31 mars : le roi de Hollande Louis Bonaparte rouvre les ports pour ranimer l’économie hollandaise[35]. Du 12 au 19 juin, 130 bateaux chargés de 300 000 livres sterling de marchandises transitent par l’archipel de Heligoland pour entrer en Europe. Louis Bonaparte est convoqué par son frère à Paris à la fin de l’année. Napoléon lui fait signer un traité léonin pour le respect du blocus (16 mars 1810) sous la pression d’un ultimatum.

- 9 avril :

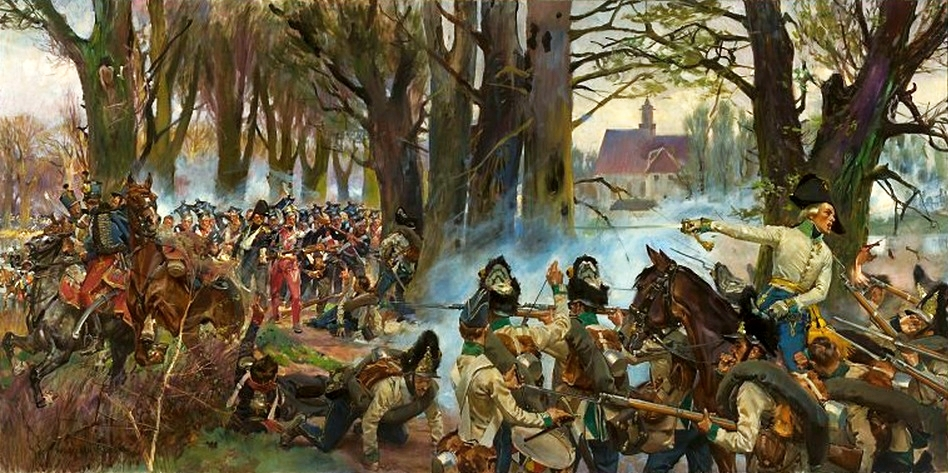
19 avril : bataille de Raszyn.

  - Innsbruck : insurrection populaire au Tyrol dirigée par l’aubergiste Andreas Hofer contre la Bavière[36] (contre le Code civil français, le Concordat et la conscription).
  - Reprise des hostilités entre la France et l’Autriche. Début de la cinquième Coalition : Royaume-Uni, Autriche, Espagne et Portugal[37].
- 10 avril : les troupes autrichiennes envahissent la Bavière[38].
- 11 et 12 avril : bataille de l'île d'Aix. Destruction de quatre vaisseaux la flotte française dans la rade des Basques par les Britanniques[39].
- 14 avril : les troupes Autrichiennes attaquent le grand-duché de Varsovie. Après la prise de Varsovie le 23 avril, les Autrichiens se heurtent à la résistance de Józef Poniatowski en Galicie. L’empereur Napoléon réagit promptement[38].
- 15 avril : défaite française limitée à la bataille de Sacile en Italie[38].
- 19 avril : les Autrichiens sont battus à la bataille de Raszyn en Pologne[40] ainsi qu'à la bataille de Tann en Bavière.
- 19-23 avril, Bavière : victoires françaises contre l'Autriche à Teugen-Hausen (19 avril), Abensberg (20 avril)[41], Landshut (21 avril), Eckmühl (22 avril) et Ratisbonne (23 avril)[37].
- 3 mai : victoire française à la Ebersberg en Autriche[37].
- 7 - 8 mai : victoire franco-italienne à la bataille de la Piave contre l'Autriche[37].
- 13 mai : Vienne est à nouveau occupée par les Français[37].
- 17 mai : au château de Schönbrunn, entre deux combats, Napoléon signe le rattachement des États pontificaux à l'Empire[42].
- 19 mai : Napoléon exhorte les Hongrois à recouvrer leur indépendance à partir de son quartier général de Schönbrunn[43].

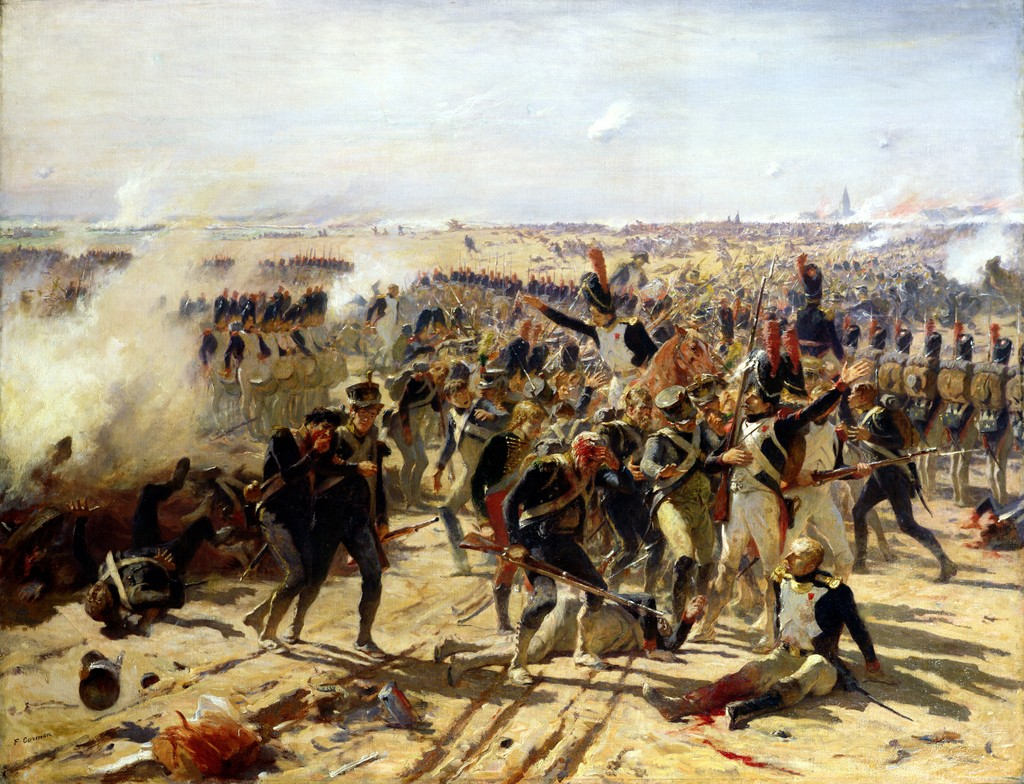
20-22 mai : La bataille d'Essling, toile de Fernand Cormon.

- 20 - 22 mai : la Grande Armée est mise en échec à Aspern et Essling contre les Autrichiens en voulant passer le Danube mais l’archiduc Charles n’exploite pas son avantage[37].
- 6 juin : début du règne du roi Charles XIII de Suède (fin en 1818)[31].
- 10 juin : le pape Pie VII riposte à l'annexion des États pontificaux par la bulle Quam memoranda qui excommunie Napoléon[42].
- 14 juin : victoire franco-italienne à la bataille de Raab contre l'Autriche[37]. L’insurrection nobiliaire hongroise est dispersée à Györ par les troupes de Napoléon, mais l’Empereur n’exploite pas sa victoire pour occuper le pays.

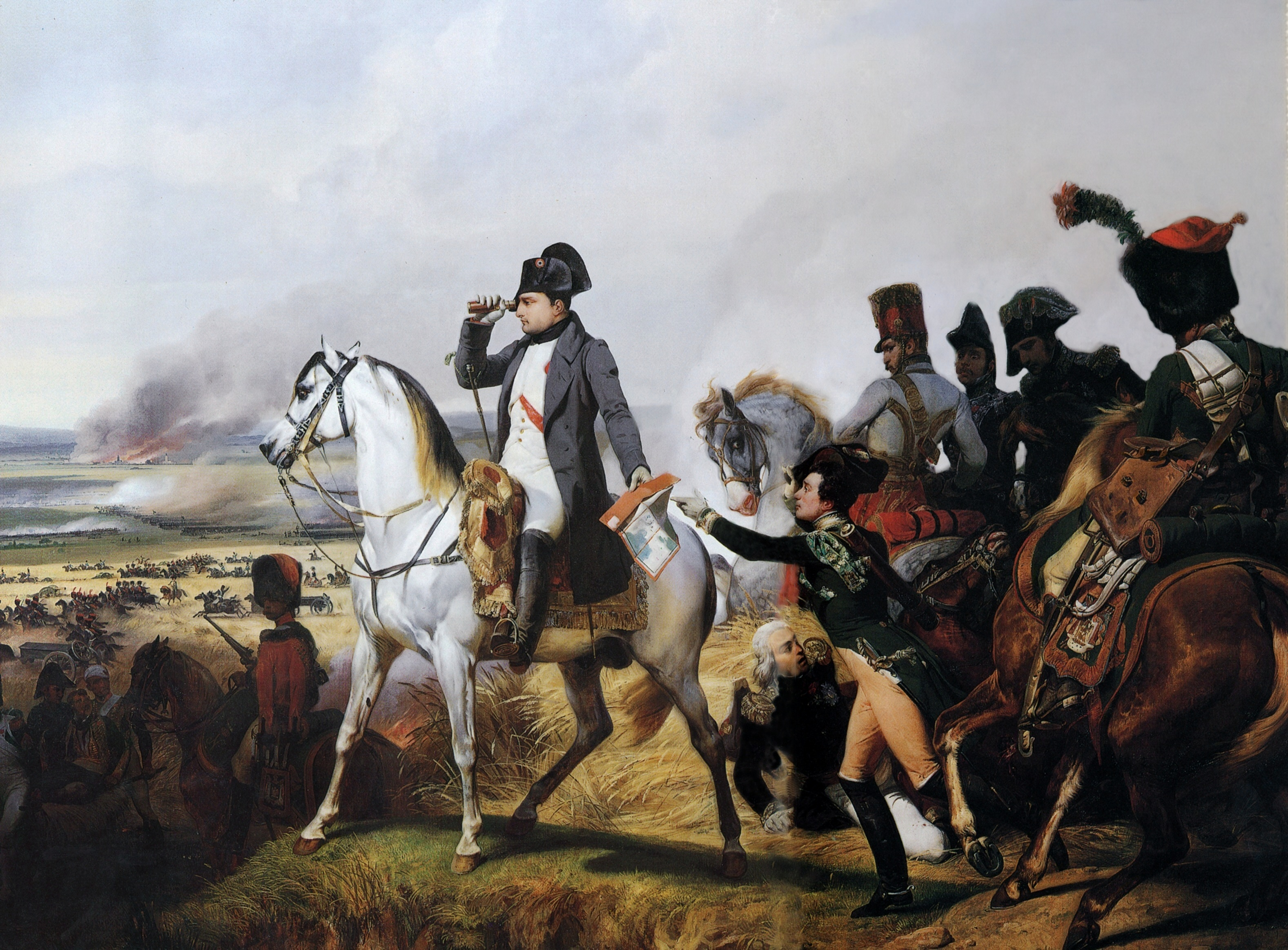
5-6 juillet 1809 : la bataille de Wagram, toile d'Horace Vernet.

- 5 - 6 juillet : victoire décisive de Napoléon à la bataille de Wagram contre les Autrichiens de Charles Louis d'Autriche. L’armée autrichienne peut se retirer sans être poursuivie[37].
- 6 juillet : le pape Pie VII est enlevé et déporté à Savone[42].
- 10 - 11 juillet : bataille de Znaïm[37].
- 12 juillet : l'archiduc Charles doit conclure un armistice à Znaïm[37].
- 29 juillet : expédition de Walcheren. Tentative d’invasion britannique en Zélande, à Flessingue[37] (fin le 10 décembre).
- 6 août (Russie) : oukase rendant obligatoire les études supérieures ou un examen pour accéder aux échelons supérieurs de la hiérarchie civile[44].
- 13 août : troisième combat de Berg Isel. Andreas Hofer réussit à chasser le maréchal Lefebvre du Tyrol[45]. Il est écrasé en novembre par les franco-bavarois.
- 14 août : Jean-Baptiste Lamarck présente à l’Académie des Sciences les deux volumes de sa Philosophie zoologique, qui expose la première théorie de l'évolution[46].
- 16 août : fondation de l'université de Berlin par Wilhelm von Humboldt[47]. Friedrich Schleiermacher y est professeur de théologie.
- 16 septembre : guerre russo-turque ; victoire de Bagration devant Rassevat. Le 22, il assiège Silistra. Le Grand vizir Yussuf doit abandonner son invasion de la Serbie et de la Valachie[33].
- 17 septembre : paix de Fredrikshamn ; la Suède reconnaît l’annexion de la Finlande et des îles Åland par la Russie. Elle adhère au Blocus continental[48].
- 4 octobre : début du ministère tory de Spencer Perceval, premier ministre du Royaume-Uni[49] (fin en 1812).
- 8 octobre, Autriche : Metternich est nommé chancelier et ministre des Affaires étrangères[50]. Après la défaite, Stadion et l’archiduc Charles sont renvoyés au profit de Metternich (chancelier, 1809-1817) et de Schwarzenberg (ambassadeur d’Autriche à Paris). Metternich joue l’alliance française de 1809 à 1813.

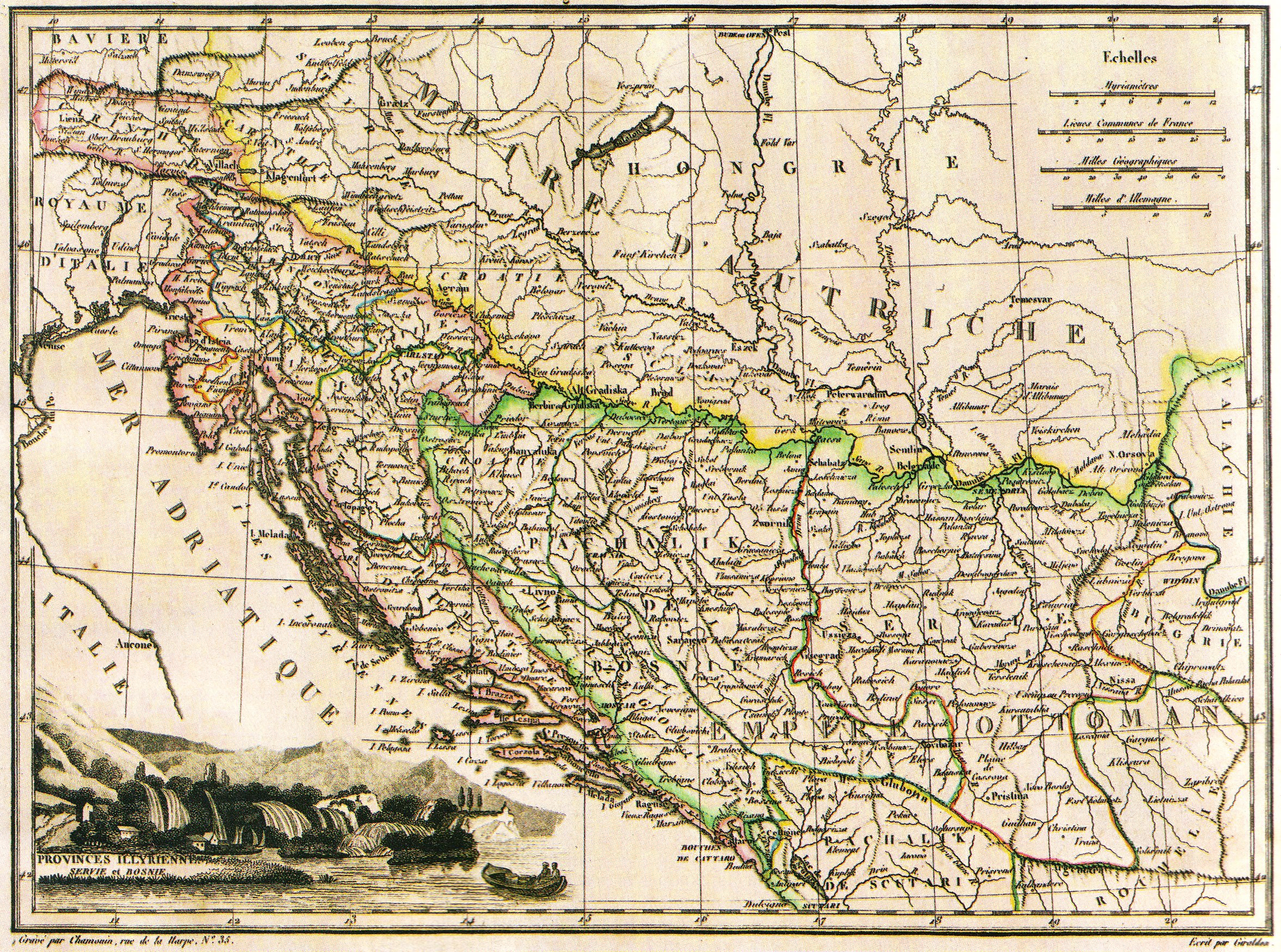
14 octobre : création des Provinces illyriennes.

- 14 octobre, Vienne : paix de Schönbrunn[37].
  - La Haute-Autriche et Salzbourg sont cédés à la Bavière qui conserve le Tyrol septentrional, tandis que le Tyrol méridional va au royaume d'Italie, vassal de la France.
  - Une partie de la Carinthie, la Carniole et la Croatie méridionale sont cédés à la France et formeront, avec la Dalmatie, Trieste et l’Istrie, les Provinces illyriennes avec Ljubljana pour capitale (fin en octobre 1813)[37]. Abolition de la république de Raguse. La création des Provinces illyriennes permet à Napoléon de fermer l’accès de l’Autriche à la mer, de contrôler l’Adriatique et de renforcer le blocus continental.
  - L’Autriche cède la Galicie occidentale, Cracovie et Lublin au grand-duché de Varsovie et Tarnopol à la Russie. Le tsar s’oppose à toute restauration de la Pologne. Vienne conserve le royaume de Galicie, malgré l’accueil qui avait reçu les troupes de Józef Poniatowski.
- 22 octobre, guerre russo-turque : Bagration arrête une armée turque supérieure en nombre à Tataritsa, mais doit lever le siège de Silistra en raison du manque de matériel et de munitions. Il s'empare des forteresses de Izmaïl et Brăila à la fin de l’année[33].
- Octobre : Speranski présente au tsar Alexandre Ier de Russie son « Plan de réforme de l’État », préconisant l’établissement progressif d’une monarchie constitutionnelle[51].
- 1er novembre : les forces franco-bavaroises battent les rebelles tyroliens d'Andreas Hofer et s'emparent du Bergisel. Fin de la rébellion du Tyrol[36].
- 25 décembre : décret d’organisation des Provinces illyriennes. Marmont (1774-1852) est nommé gouverneur[52]. Suppression partielle des dernières servitudes féodales. Abolition des privilèges corporatifs. Si le français devient langue officielle, le slovène devient obligatoire dans l’enseignement primaire[53].
- Création de la première colonie militaire russe dans le gouvernement de Moghilev[54]. Elles combinent agriculture et service militaire afin de réduire les frais d’entretien de l’armée.

#### Péninsule ibérique
- 1er janvier : un bataillon de l’armée impériale tombe dans une embuscade à Castellón, en Catalogne.
- 13 janvier : Victor met en déroute l’armée du duc del Infantado à la bataille d’Uclés. Les Français assurent leurs positions en Castille ; l’armée de Soult peut s’avancer vers le sud pour occuper la Manche et la vallée du Guadalquivir[55].

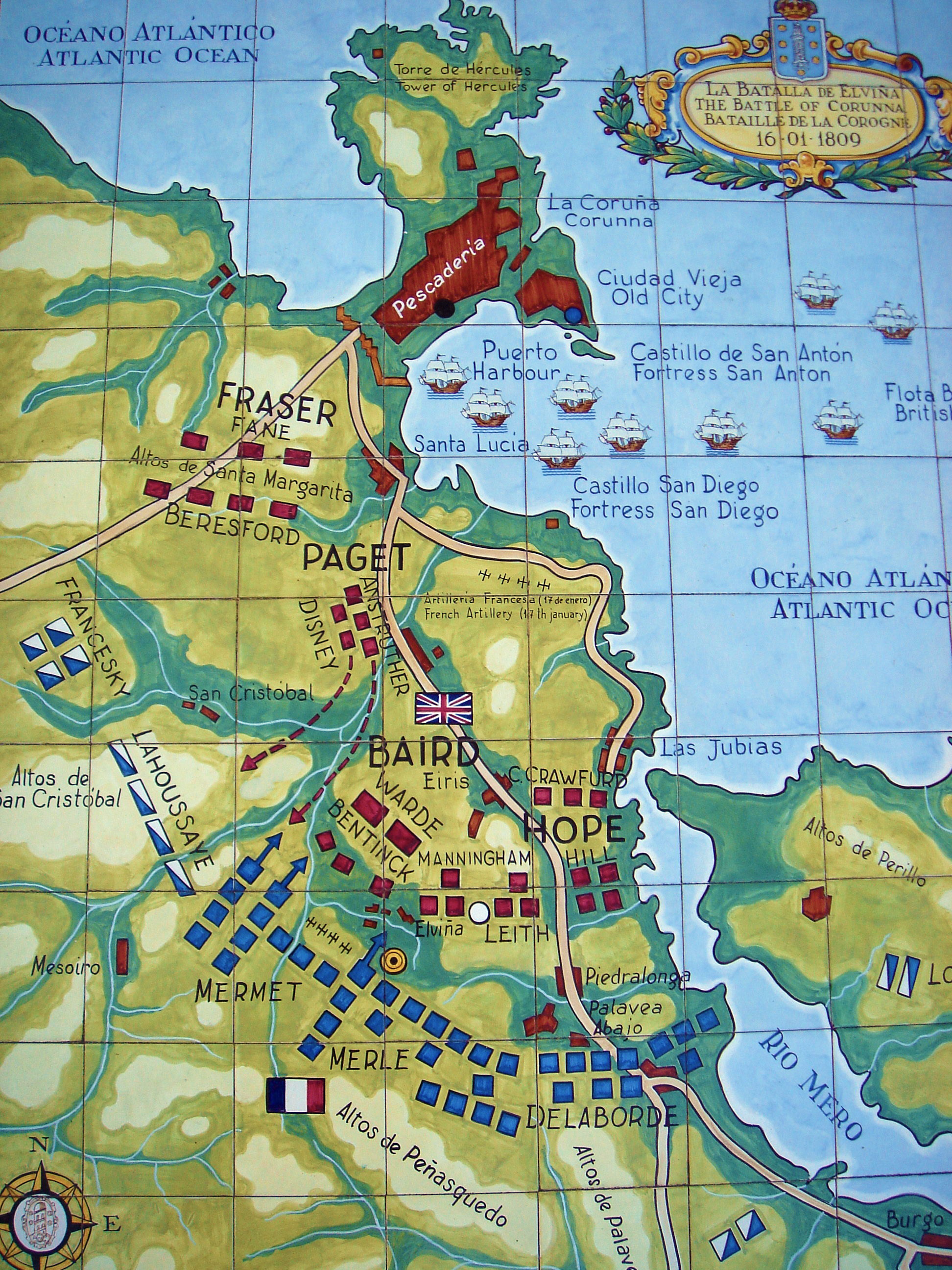
16 janvier : bataille de La Corogne.

- 16 janvier : le corps expéditionnaire britannique est rejeté à la mer à La Corogne, en Galice[43].
- 17 janvier : Napoléon Ier rentre à Paris où il arrive le 23. Il découpe la péninsule en cinq gouvernements militaires placés sous son autorité : Kellermann, puis Dorsenne et Caffarelli (armée du Nord), Masséna puis Marmont (Portugal), Jourdan (Centre), Soult (Andalousie), Suchet (Aragon)[56]. Les guérilleros, soutenus par la population et les Britanniques, résistent à l’occupation.
- 20 février : les Français prennent Saragosse ravagée par l’épidémie[57].
- 25 février : victoire française à la bataille de Valls, en Catalogne[58].
- 10 mars : deuxième invasion napoléonienne au Portugal. L'armée française de Soult marche sur Chaves[59].
- 18 mars : 12 000 grenadiers français doivent capituler à Villafranca[60].
- 20 mars : victoire de Soult à la bataille de Braga sur les Portugais d’Eben[61].
- 28 mars : victoire française décisive à la bataille de Medellín[58].
- 29 mars : bataille de Porto. Des milliers de civils sont tués sur le Pont de barques qui traverse le Douro au centre de Porto lors de l’entrée de Soult dans la ville[59].
- 6 mai : début du siège de Gérone[62].

- 12 mai :

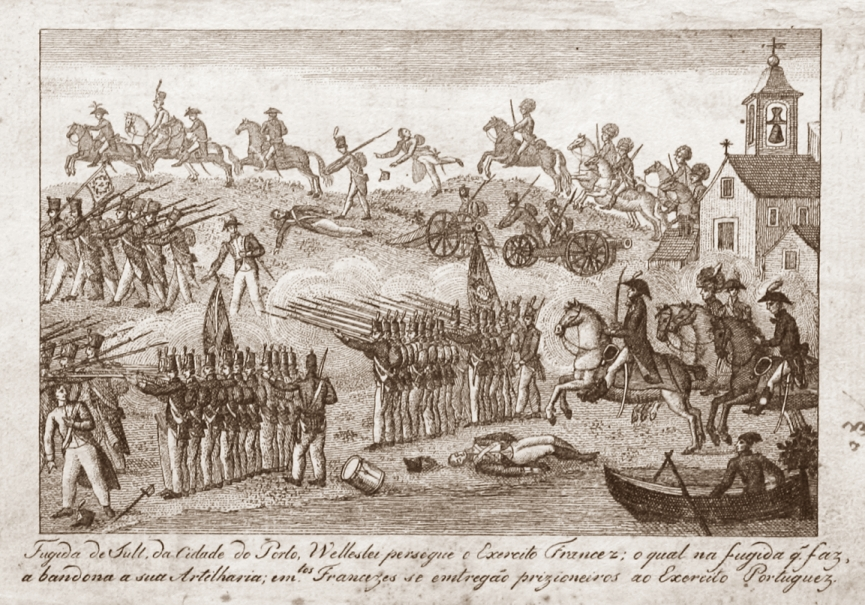
12 mai : retraite de Soult de la ville de Porto.

  - victoire de Wellesley sur Soult à la seconde bataille de Porto. Soult, chassé par les forces britannico-portugaises, est contraint de battre en retraite[63].
  - Complot de l'Ascension : complot échoué, à Barcelone, visant les troupes napoléoniennes installées en ville.
- 27 - 28 juillet : victoire de Wellesley sur Soult à Talavera de la Reina[58]. Wellesley se replie sur Lisbonne et fortifie les lignes de Torres Vedras.
- 11 août : victoire française à la bataille d'Almonacid[64].
- 26 septembre : victoire anglo-portugaise à la bataille de Buçaco[58].
- 18 octobre : victoire espagnole à la bataille de Tamames[58].
- 19 novembre : victoire française décisive à la bataille d'Ocaña[58].
- 28 novembre : victoire française à la bataille de Alba de Tormes[58].
- 12 décembre : prise de Gérone par les Français[57].

## Décès en 1809
Personnalités majeures décédées en 1809

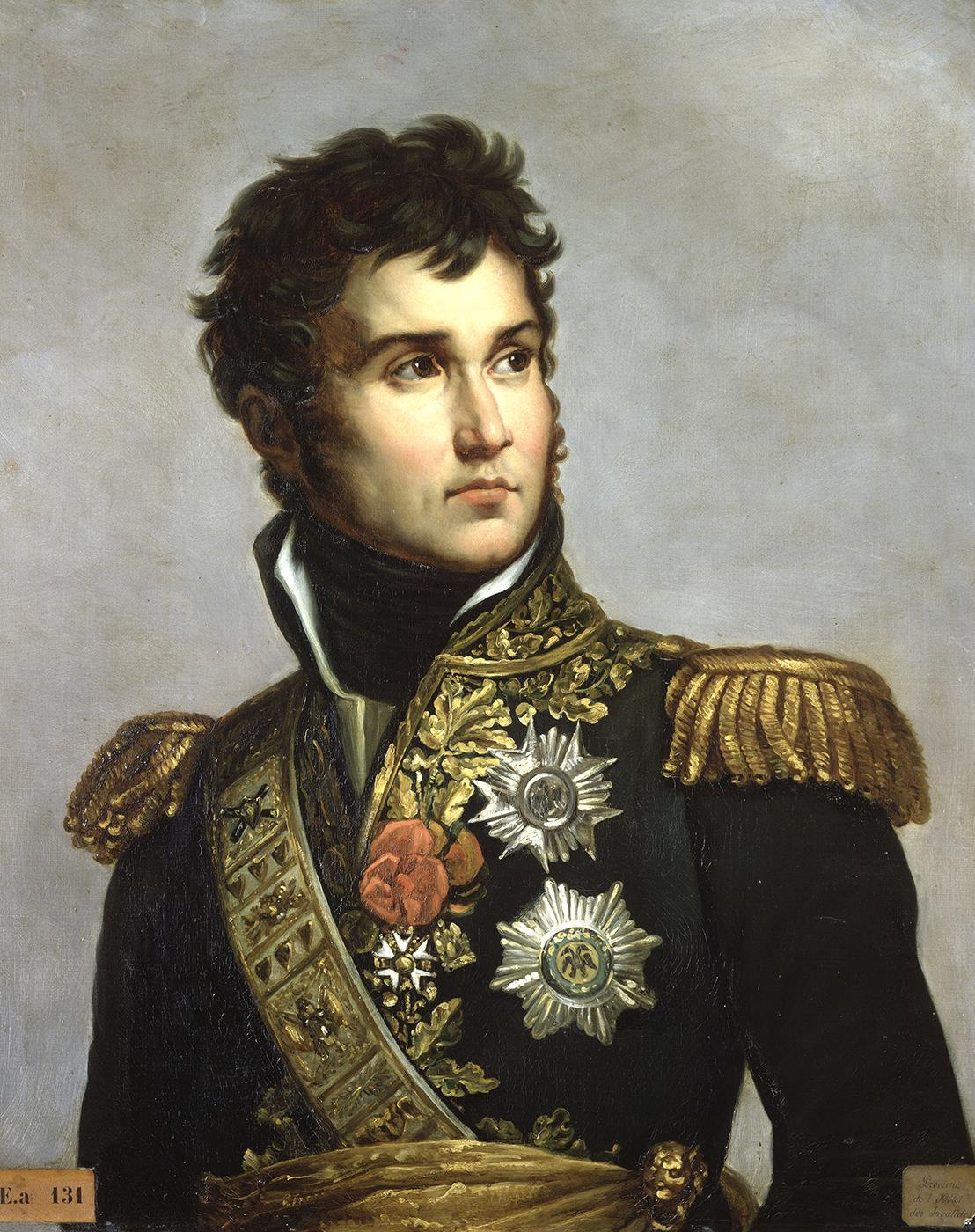
Jean Lannes

- 3 janvier : Henri-Pierre Danloux (peintre, dessinateur et graveur français)
- 24 janvier : Martin Fery (homme politique belge)
- 5 mars : Charles-Lambert Doutrepont (homme politique et avocat néerlandais)
- 7 mars : Johann Georg Albrechtsberger (compositeur et organiste autrichien)
- 27 mars : Joseph-Marie Vien (peintre français)
- 5 mai : Berek Joselewicz (militaire polonais)
- 31 mai : Joseph Haydn (compositeur autrichien)
- 31 mai : Jean Lannes (maréchal d'Empire français et duc de Montebello)
- 4 juin : Leopoldo Vaccà Berlinghieri (militaire italien)
- 8 juin : Thomas Paine (homme politique et pamphlétiste américain)
- 22 juillet : Jean Senebier (pasteur et botaniste suisse)
- 1er septembre : Pierre-Joseph Lion (peintre liégeois)
- 13 octobre : François-Paul Barletti de Saint-Paul (pédagogue et grammairien français)
- 11 novembre : Jean-Joseph Taillasson (peintre, dessinateur et critique français)
- 27 novembre : Nicolas Dalayrac (compositeur français)
- 16 décembre : Antoine-François Fourcroy (chimiste français)